# Radio Ukraine
Radio Ukraine (en ukrainien : Українське радіо), anciennement Compagnie nationale de radiodiffusion d'Ukraine (en ukrainien : Національна радіокомпанія України - Natsionalna radiokompaniya Ukrayiny) est l'entreprise de radiodiffusion publique ukrainienne. Basée à Kiev, elle opère trois stations de radio diffusées sur le territoire national (Radio ukrainienne, Radio Promin, Radio Culture) et une station de radio à vocation internationale (Radio Ukraine International).
Au total, la compagnie nationale de radiodiffusion ukrainienne diffuse près de 97,5 heures d'émissions par jour en comptant les productions de ses trois stations domestiques et de sa station internationale. La majorité des émissions produites sont réalisées en ukrainien et dans les langues des minorités nationales, incluant le russe. Aux langues précitées, Radio Ukraine International ajoute également l'allemand, l'anglais, le biélorusse, le bulgare, l'hongrois, le polonais, le roumain, le russe et le slovaque.
Les stations de radio du service public ukrainien émettent principalement en modulation de fréquence (FM) et de manière plus discrète en moyenne fréquence (MW) et DAB+. Les quatre stations sont également diffusées par satellite et en streaming sur internet.